# Nicolás Siri
Nicolás Hernán Siri Cagno (ur. 17 kwietnia 2004 w Montevideo) – urugwajski piłkarz występujący na pozycji napastnika, od 2025 roku zawodnik belgijskiego Lommel.
W marcu 2021 został najmłodszym w historii zdobywcą hat-tricka w najwyższej klasie rozgrywkowej. Dokonał tego w wieku 16 lat, 11 miesięcy i 2 dni w meczu z Boston River (5:1).